# Der Graf von Charolais
Der Graf von Charolais er en tysk stumfilm fra 1922 af Karl Grune.

## Medvirkende
- Eva May som Désirée
- William Dieterle som Junge Charolais
- Eugen Klöpfer
- Maria Forescu
- Georg Baselt
- Paul Biensfeldt
- Wilhelm Diegelmann